# Galatina rosato frizzante
Il Galatina rosato frizzante è un vino DOC la cui produzione è consentita nella provincia di Lecce.

## Caratteristiche organolettiche
- colore: rosato tendente al cerasuolo tenue
- odore: leggermente vinoso, giustamente persistente, fruttato
- sapore: asciutto e vellutato, caratteristico

## Produzione
Provincia, stagione, volume in ettolitri
- nessun dato disponibile